# Форно-Канавезе
Форно-Канавезе (італ. Forno Canavese, п'єм. Ël Forn) — муніципалітет в Італії, у регіоні П'ємонт,  метрополійне місто Турин.
Форно-Канавезе розташоване на відстані близько 550 км на північний захід від Рима, 33 км на північ від Турина.
Населення — 3461 особа (2014).
Щорічний фестиваль відбувається 8 вересня. Покровитель — Assunzione di Maria.

## Демографія
Населення за роками:

Станом на 1 січня 2023 року в муніципалітеті офіційно проживали 353 іноземці з 33 країн, серед них 151 громадянин країн Євросоюзу та 2 громадяни України.

## Сусідні муніципалітети
- Коріо
- Левоне
- Пратільйоне
- Ривара
- Рокка-Канавезе